# 長野庬士
長野 庬士（ながの あつし、1944年3月20日 - ）は、日本の元大蔵官僚。弁護士。西村あさひ法律事務所パートナー。血液型はB型。

## 来歴
1959年に東京都立新宿高等学校に入学。同級生からは「学年で5・6番目の成績だったが、単なるガリ勉タイプではなかった」といわれている。東京大学法学部卒業。東大在学中に国家公務員上級甲種試験（法律職）にトップで合格（岡田康彦、増渕稔と同点）し、司法試験にも2位で合格。東大法学部の成績も良がわずか1つ（財政学）だった。1966年 大蔵省入省。大臣官房文書課配属。入省動機を「父が商売に失敗しましてね、税金が払えず、私の部屋まで上がってきて差し押さえしたんです。それが悔しくてねぇ。あの人たちより、偉くなって見返してやるって、子供心に誓ったんです」と語っていた。
大臣官房調査企画課、経済企画庁出向、豊岡税務署長、関税局企画課長補佐、銀行局総務課長補佐、同銀行課長補佐、大臣官房調査企画課長補佐、主計局主計官補佐（通産係主査）、外務省在イギリス大使館参事官、蔵相秘書官を歴任。
税制改正が盛んだった80年代後半辺りには主税局で課長職を務める。1990年6月 主税局総務課長。1991年6月 大臣官房文書課長。1992年6月 近畿財務局長。1993年7月 銀行局担当審議官。バブル崩壊で金融機関の経営問題が焦眉の急になり始めた時期であり、近畿財務局長で関西系金融機関の監督に当たっていた長野が抜擢された。同時に主計局次長だった武藤敏郎、中島義雄とともに事務次官の有力候補と見られていた。1996年1月 証券局長。金融改革期の金融ビッグバンを主導、山一證券の破綻処理に関わるなど、大蔵省が扱う実務の最前線で活動。将来を嘱望されていたが、大蔵省接待汚職事件に絡んで接待を受けていたことが批判をあび、1998年に減給処分を受けて退職した。その後、司法修習（第53期）を経て弁護士となり、西村あさひ法律事務所でパートナーを務める。

## 略歴
- 1966年3月 東京大学法学部卒業
- 1966年4月 大蔵省入省（大臣官房文書課配属）
- 1968年4月 大臣官房調査企画課
- 1969年7月 経済企画庁国民生活局物価政策課専門調査員[6]
- 1971年7月 豊岡税務署長
- 1972年7月 関税局企画課長補佐
- 1974年7月 銀行局総務課長補佐（日本銀行・企画）[7]
- 1976年7月 銀行局銀行課長補佐（長銀・信託等）[8]
- 1977年7月 大臣官房調査企画課長補佐（内国調査）[9]
- 1979年7月 主計局主計官補佐（通産第一、二係主査）
- 1981年7月 主計局付（外務研修）
- 1982年4月 外務省在イギリス大使館一等書記官
- 1983年1月 外務省在イギリス大使館参事官[10]
- 1985年6月 竹下登大蔵大臣秘書官
- 1986年7月 主税局税制第三課長
- 1987年6月 主税局調査課長
- 1988年6月 主税局税制第一課長
- 1990年6月 主税局総務課長
- 1991年6月 大臣官房文書課長
- 1992年6月 近畿財務局長
- 1993年7月 銀行局担当審議官
- 1996年1月 証券局長
- 1998年4月 大蔵省退官
- 1999年4月 - 2000年9月 司法修習
- 2000年10月 弁護士登録（第二東京弁護士会）
- 2002年11月 西村ときわ法律事務所（現・西村あさひ法律事務所）オブ・カウンセル
- 2004年4月 株式会社マルハニチロホールディングス社外取締役[11]
- 2010年1月 西村あさひ法律事務所パートナー

## 同期入省者
同期に中山恭子、中山成彬、武藤敏郎（東京五輪・パラリン大会組織委員会事務総長、日銀副総裁、初代財務事務次官、主計局長）、阪田雅裕（内閣法制局長官）、岡田康彦（環境事務次官、弁護士）、中島義雄（財政金融研究所長、主計局次長）、佐藤謙、久保田勇夫（国土事務次官、関税局長）、塩田薫範（公正取引委員会事務総長）、剣持宣揚（大臣官房審議官）、新村淳一（弁護士）など。